# جياكومو فيليبو مارالدي
جياكومو فيليبو مارالدي (بالفرنسية: Jacques Philippe Maraldi)‏ عالم فلك ورياضيات فرنسي إيطالي المولد ولد في 21 أغسطس 1665 في ليغوريا بإيطاليا وهوالفرنسي جان دومينيك مارالدي. عمل معظم حياته في مرصد باريس (1687 -- 1718). درس المريخ على نطاق واسع واكتشف أن القمم الجليدية الموجودة على سطح المريخ ليست على القطبين في المريخ بالضبط.اكتشف أيضا بأن الإكليل الذي يظهر خلال كسوف الشمس ينتمي إلى الشمس ليس إلى القمر، في عام 1935 تم تكريمه هو وابن أخيه بإطلاق اسم مارالدي على إحدى فوهات القمر توفي في 1 ديسمبر 1729.